# Стар Трек: Космически поколения
„Стар Трек: Космически поколения“ (на английски: Star Trek Generations) е седмият пълнометражен научнофантастичен филм, действието в който се развива във вселената на Стар Трек.

Филмът е преход между два сериала „Стар Трек: Оригинални серии“ и „Стар Трек: Следващото поколение“, където старите герои се срещат с новите.

## Сюжет
Внимание:  Текстът по-долу разкрива сюжета на произведението (или части от него)!
Оттеглящите се от служба Старфлийт офицери Джеймс Т. Кърк, Монгомъри Скот и Павел Чеков са поканени на празненство по случай представянето на нов кораб: "Ентърпрайз NCC-1701-B". По време на парада, корабът получава сигнал за помощ от два кораба хванати в капан във Връзката, мистериозна енергийна лента. Спасителната операция се проваля, Ентърпрайз B е спасен, но капитан Кърк е изчезнал.
Седемдесет години по-късно членовете на екипажа на "Ентърпрайз NCC-1701-D" спасява физика Толиан Соран от неговата звездна база. Последният е готов на всичко за да изпълни плана си, който включва унищожаването на „Ентърпрайз“ и погубването на милиони животи.

## Актьорски състав
| Актьор           | Роля                               |
| ---------------- | ---------------------------------- |
| Патрик Стюарт    | Капитан Жан-Люк Пикард             |
| Джонатан Фрейкс  | Командир Уилям Райкър              |
| Брент Спайнър    | Лейтенант Командир Дейта           |
| Левар Бартън     | Лейтенант Командир Джорди Ла Фордж |
| Майкъл Дорн      | Лейтенант Командир Уорф            |
| Гейтс МакФедън   | Командир (Д-р) Беверли Кръшър      |
| Марина Сиртис    | Командир (Съветник) Диана Трой     |
| Малкълм Макдауъл | Д-р Толиан Соран                   |
| Джеймс Доуън     | Капитан Монтгомъри Скот            |
| Уолтър Кениг     | Командир Павел Чеков               |
| Уилям Шатнър     | Капитан Джеймс Т. Кърк             |
| Упи Голдбърг     | Гайнън                             |

## Филми от поредицата за „Стар Трек“
Поредицата „Стар Трек“ включва 14 филма:
- „Стар Трек: Филмът“ (1979)
- „Стар Трек II: Гневът на Хан“ (1982)
- „Стар Трек III: В търсене на Спок“ (1984)
- „Стар Трек IV: Пътуване към вкъщи“ (1986)
- „Стар Трек V: Последната граница“ (1989)
- „Стар Трек VI: Неоткритата страна“ (1991)
- „Стар Трек: Космически поколения“ (1994)
- „Стар Трек VIII: Първи контакт“ (1996)
- „Стар Трек: Бунтът“ (1998)
- „Стар Трек: Възмездието“ (2002)
- „Стар Трек“ (2009)
- „Пропадане в мрака“ (2013)
- „Стар Трек: Отвъд“ (2016)
- „Стар Трек: Секция 31“ (2025)